# Sylvester P. Juergens
Sylvester Peter Juergens SM (* 27. März 1894; † 21. November 1969) war ein US-amerikanischer römisch-katholischer Priester und Ordensoberer.

## Leben
Nach dem Noviziat (1910/1911), dem ersten Gelübde am 17. September 1911 und der ewigen Profess am 4. August 1916 empfing er in Freiburg im Üechtland  am 2. April 1927 die Priesterweihe durch Bischof Marius Besson. Ab 1936 leitete er die amerikanische Ordensprovinz mit Sitz in St. Louis, Missouri. Von 1946 bis 1956 war er Generalsuperior des Marianistenordens. Er ist auf dem Maryhurst Marianist Cemetery in Kirkwood, Missouri begraben.

## Schriften (Auswahl)
- Newman on the psychology of faith in the individual. New York 1928.
- Fundamental talks on purity. A practical method of instruction for the use of priets and nuns. Milwaukee 1941.
- The Holy Week offices and the Paschal Triduum. Dublin 1947.
- Émile Neubert: Life of union with Mary. London 1963.
- The Roman Catholic daily missal, 1962. With kyriale in Gregorian notation. Kansas City 2004, ISBN 1-892331-29-2.